# Freycinetia erythrostigma
Freycinetia erythrostigma là một loài thực vật có hoa trong họ Dứa dại. Loài này được Solms ex Martelli miêu tả khoa học đầu tiên năm 1910.